# Самогризка
Скабиоза или самогризка (Scabiosa) е род покритосеменни растения от семейство Бъзови.

## Етимология
Латинското име на рода произхожда от латинската дума scabiosus, означаваща „крастав, грапав или сърбящ“, което се отнася до традиционната употреба на билки от този род като народно лекарство за лечение на краста – заболяване, което причинява силно усещане за сърбеж.

## Описание
Някои видове Scabiosa са едногодишни, други многогодишни. Някои са тревисти растения; други имат корени от дървесен тип. Листата на повечето видове са леко мъхести и частично разделени на дялове, но някои са гладки, а някои видове имат прости листа. Цветовете образуват съцветия под формата на глави; всяка глава съдържа множество малки цветчета, всяко покрито с ципест прицветник с форма на чинийка. Чашката има пет чашелистчета под формата на щипки, дълги почти колкото венчелистчетата. След като цветовете окапят, чашките заедно с прицветниците образуват шиповидна топка. Чашката е устойчива и остава като корона върху плода след окапването на листенцата. Венчето има четири до пет дяла, ограждащи тясна фунийка с мъхесто гърло, като фунийката е малко по-дълга от самото венчелистче. Цветчетата имат по четири тичинки, поставени високо в тръбата и стърчащи над цвета. Всеки плод има само едно семе.
Видовете и сортовете Scabiosa се различават по цвета на цветовете си, но повечето са лавандулово сини, люлякови или кремаво бели.

## Таксономия
Информация за рода е публикувана за първи път на стр. 98 от Species Plantarum през 1753 г.
Някои от известните видове в рода са:
- Гълъбова самогризка (Scabiosa columbaria)
- Жълтеникава самогризка (Scabiosa ochroleuca)
- Scabiosa atropurpurea
- Scabiosa lucida
- Scabiosa nitens
- Scabiosa triandra

## Разпространение
Членовете на този род са местни за Африка, Европа и Азия. Някои видове самогризки, по-специално S. columbaria и S. atropurpurea, са култивирани в сортове за градинско отглеждане.

## Екология
Цветовете на самогризката са богати на нектар и са привлекателни за много насекоми, включително пеперуди и молци като Zygaena filipendulae. Различни видове самогризки служат за храна на ларвите на някои видове пеперуди. 